# جوزيف بارسونز جونيور
جوزيف بارسونز جونيور (بالإنجليزية: Joseph Parsons, Jr.)‏ هو شخصية أعمال أمريكي، ولد في 1647، وتوفي في 1729.